# Hasemania nana
Hasemania nana és una espècie de peix de la família dels caràcids i de l'ordre dels caraciformes.

## Morfologia
- Els mascles poden assolir 2,7 cm de llargària total.[2]

## Hàbitat
Viu en zones de clima tropical entre 22 °C - 28 °C de temperatura (rierols poc fondos i amb aigües àcides de composició variable que poden ésser tant clares com tèrboles).

## Distribució geogràfica
Es troba a Sud-amèrica: conca del riu São Francisco (Minas Gerais, el Brasil).

## Vida en captivitat

### Comportament
És un peix tranquil i sociable que pot criar-se amb altres peixos petits en un aquari comunitari densament poblat de vegetació, ja que és un animal gregari que desenvolupa la seua màxima vitalitat al si d'un grup d'una desena de congèneres.

### Manteniment
Li agrada l'aigua àcida, molt dolça i amb una temperatura constant de 22-25 °C. Els seus tons brillants llueixen millor contra un substrat de color fosc. Requereix aigua ben airejada i filtrada amb torba. Es nodreix dels insectes que queden atrapats a la superfície de l'aigua, tot i que també ingereix aliments preparats i artèmies.

### Reproducció
Cal un mascle per femella en un aquari de 10 litres d'aigua molt dolça, amb un pH de 6,5 i una temperatura de 24 °C. El període d'incubació d'aquesta espècie ovípara pot durar de 24 a 36 hores. Els alevins neden entre cinc i sis dies després de la desclosa i creixen amb rapidesa.